# Lysurus periphragmoides
Lysurus periphragmoides, comúnmente conocido como cuerno picudo de celosía o cuerno picudo con cámara, es una especie de hongo de la familia de los cuerno picudos. Fue descrito originalmente como Simblum periphragmoides en 1831, y ha sido conocido con muchos nombres diferentes antes de ser transferido a Lysurus en 1980. Este hongo sapróbico tiene una distribución pantropical y se ha encontrado en África, Asia, Australasia y América, donde crece en suelo fértil y en mantillo. El cuerpo del fruto, que puede alcanzar los 15 cm de altura, consta de una cabeza enrejada de color rojizo (un receptáculo) situada sobre un largo pedúnculo. Una masa de esporas de color verde oliva oscuro, la gleba, llena el interior del enrejado y se extiende hacia fuera entre los brazos. Al igual que otros miembros de la familia Phallaceae, la gleba tiene un olor fétido que atrae a moscas y otros insectos para ayudar a dispersar sus esporas. La forma «huevo» inmadura del hongo se considera comestible.

## Taxonomía y denominación

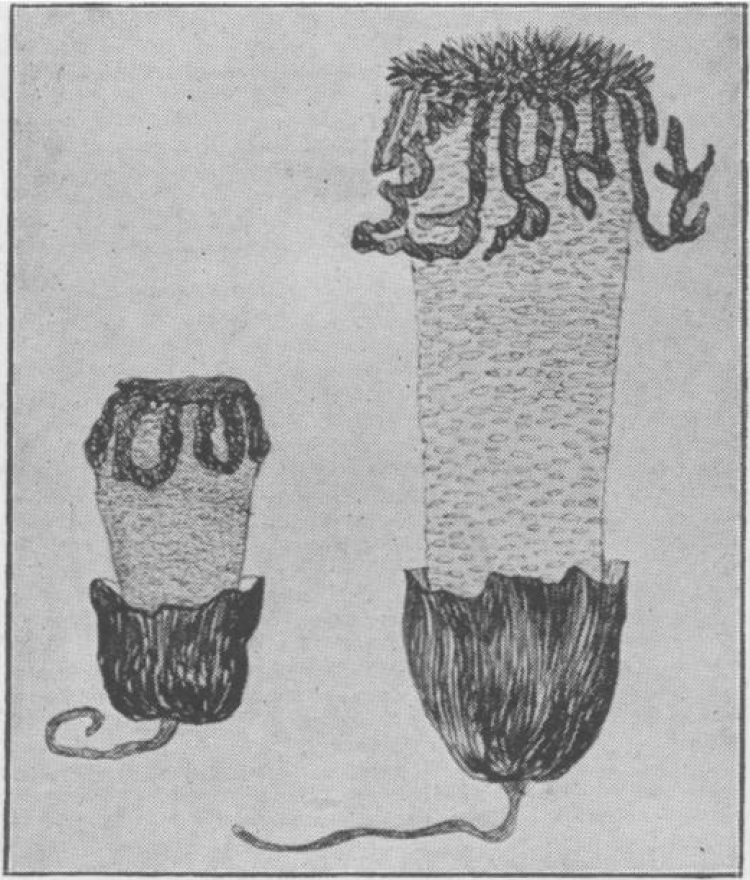
Boceto de «Dictybole texensis», un espécimen deteriorado de L. periphragmoides que Atkinson consideraba una nueva especie.

El basónimo de esta especie es Simblum periphragmoides, descrita por primera vez por el micólogo alemán Johann Friedrich Klotzsch en 1831, a partir de especímenes recolectados en Bois Chéry (Mauricio). Klotzsch la designó como especie tipo de Simblum, género que se diferencia del género similar Lysurus por tener el cuerpo del fruto terminado en una cabeza esférica y cameriforme, con gleba que se desarrolla dentro de las depresiones de las cámaras. Lysurus periphragmoides es una especie morfológicamente variable, por lo que ha adquirido un gran número de sinonimias, ya que varios autores han decidido que las diferentes formas merecían ser designadas como nuevas especies. La monografía de 1980 de Donald Malcolm Dring sobre las Clethraceae (una familia que desde entonces se ha subsumido en las Phallaceae) transfirió el taxón a Lysurus, explicando que «no se puede mantener fácilmente una distinción entre “Simblum” y Lysurus en el sentido restringido original porque hay ejemplos de estados intermedios», y agrupó 18 sinónimos bajo L. periphragmoides.
En 1902, George Francis Atkinson describió un espécimen que encontró en Texas, por lo demás similar al de Simblum, pero con una red suelta que caía de la cabeza; creó el nuevo género Dictybole para incluir su «nueva» especie D. texense. Según el micólogo Curtis Gates Lloyd, la especie no era más que un espécimen de L. periphragmoides en descomposición o dañado por un insecto que se había conservado en alcohol. Lloyd criticó el mal juicio de Atkinson en su revista autopublicada Mycological Notes, y más tarde, lo humilló bajo el seudónimo de N.J. McGinty. William H. Long más tarde (1907) transfirió el taxón de Atkinson al género Simblum, alegando que los brazos amarillos y las esporas más largas eran lo suficientemente distintos como para considerarlo distinto de L. periphragmoides (entonces conocido como Simblum sphaerocephalum); sin embargo, según Dring, D. texense también debería considerarse un sinónimo de L. periphragmoides. A pesar del cambio de nombre de Dring, y la posterior aceptación de su subsunción del género Simblum en Lysurus, la especie todavía se conoce ocasionalmente como Simblum sphaerocephalum.
El epíteto específico periphragmoides significa «cercado por todas partes», y hace referencia a la estructura enrejada del sombrero. El hongo se conoce comúnmente como el «hongo enrejado acechado» o «hongo enrejado con cámara».

## Decripción
Los cuerpos fructíferos inmaduros de L. periphragmoides comienzan como «huevos» redondos u ovalados que pueden tener hasta 5 cm (2,0 pulgadas) de diámetro. En la parte inferior del huevo hay rizomorfos blanquecinos que lo anclan al sustrato. El peridio es de color blanco a beige en la superficie externa y tiene una capa gelatinosa en el interior. Un huevo cortado por la mitad longitudinalmente revela capas internas, incluido un peridio exterior blanco y resistente, y una gruesa capa de materia gelatinosa firme y translúcida atravesada por filamentos (trabéculas) de tejido blanco más denso. Los filamentos son tabiques anastomosados que se conectan con el peridio exterior y con las barras del receptáculo interior. Así pues, la capa gelatinosa está dividida en numerosas cámaras longitudinales irregulares.

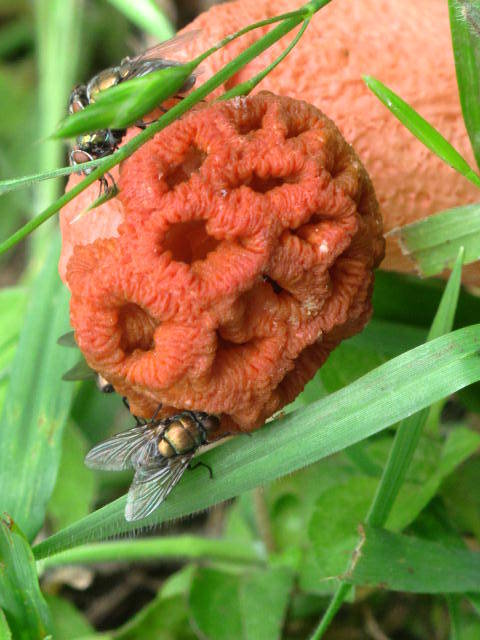
Primer plano del receptáculo enrejado

El óvulo acaba rompiéndose cuando el pedúnculo se expande y se rompe, creando una volva en la base del pie. En la madurez, los cuerpos fructíferos miden hasta 15 cm (5,9 pulgadas) de altura, con un casquete esférico enrejado (el receptáculo) sobre un largo pie amarillo o rojizo. En general, los especímenes del Viejo Mundo tienden a ser amarillos, mientras que los del Nuevo Mundo son rojizos, aunque se han observado excepciones en la bibliografía. El receptáculo suele tener un diámetro de 1,5-3,5 cm (0,6-1,4 pulgadas) y forma un entramado o malla de color rojo o anaranjado. En el receptáculo suele haber entre 20 y 100 pequeñas mallas pentagonales o hexagonales; los brazos de la malla tienen crestas afiladas en la superficie exterior, ondulaciones en los lados y son planos o poco estriados en la superficie interior. Las superficies internas del receptáculo están cubiertas de una gleba con esporas de color verde oliva, que a veces se filtra a través de los orificios de la malla. Como la mayoría de las especies de cuerno fétido, la gleba tiene un olor fétido, comparable al de la carne podrida, pero es «menos ofensivo» que la mayoría. Se ha informado de que el olor de la gleba fresca, recién expuesta, es dulce, similar al acetato de amilo; el mal olor se forma sólo después de haber estado expuesta al aire durante algún tiempo. El estipe mide 5-15 cm (2,0-5,9 pulgadas) por 0,8-3 cm (0,3-1,2 pulgadas) de grosor, y es hueco y esponjoso. Las paredes del estipe están formadas por una capa interna de tubos grandes y dos o tres capas externas de tubos pequeños. Ocasionalmente se pueden encontrar especímenes con cabezas fusionadas en dos estípites separados que surgen de una única volva.
Se conoce una variedad con el cuerpo del fruto blanco, Lysurus periphragmoides var. albidum (descrita originalmente como Simblum texense var. albidum por Long). Se informó de que crecía en suelos arenosos alcalinos en regiones semiáridas de Nuevo México, pero no se ha vuelto a informar de ella desde las recolecciones de Long en 1941.
Las esporas tienen forma elíptica u oblonga, son lisas, inamiloides y tienen unas dimensiones de 3,5-4,5 por 1,5-2,5 μm. El uso de microscopía electrónica de barrido ha revelado que L. periphragmoides (además de otras especies de Phallales) tiene una cicatriz hiliar, una pequeña hendidura en la superficie de la espora donde antes estaba conectada al basidio a través del esterigma.
Al igual que muchas otras especies, L. periphragmoides sólo se considera comestible en su forma inmadura de «huevo».

### Especies similares
Lysurus periphragmoides es morfológicamente distinta y es poco probable que se confunda con ninguna otra especie. Dentro del género Lysurus, L. mokusin tiene un pie angular y un receptáculo de cuatro a cinco brazos entrelazados, contorneados como el pie con costillas y surcos alternos. L. cruciatus tiene un pie más redondeado y los brazos del receptáculo no están unidos en la madurez. El receptáculo de L. gardneri, que se encuentra en el sudeste asiático, India y África, está formado por entre cinco y siete dedos de color marrón rojizo que inicialmente se presionan entre sí antes de separarse.

## Hábitat y distribución
Esta especie suele encontrarse creciendo en solitario o en grupos en céspedes, mantillos, pastos y bosques abiertos. Una guía de campo norteamericana señala una asociación con huertos de manzanos y maizales.
Lysurus periphragmoides tiene una distribución pantropical. Se ha descrito la presencia del hongo en África (Mauricio, Tanzania), Asia (provincia de Jilin, China, Sri Lanka, India, Pakistán, Tailandia, Indonesia), Australasia (Nueva Guinea), Norteamérica (Bahamas, Dominica, México), Centroamérica (Nicaragua) y Sudamérica (Argentina, Uruguay, Brasil y Venezuela). Su distribución se extiende hacia el norte hasta las islas Ryukyu, en Asia. Es bastante común en Sudamérica, pero suele restringir su aparición a los periodos de clima húmedo en el sur de Norteamérica.